# Meia-calça

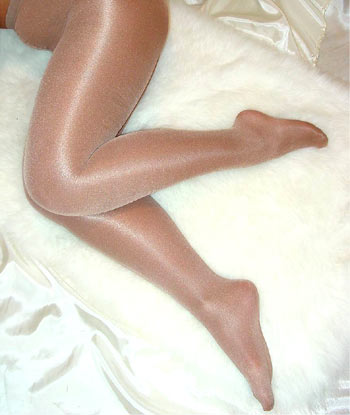
Uma mulher usando collants, transparentes e com brilho.

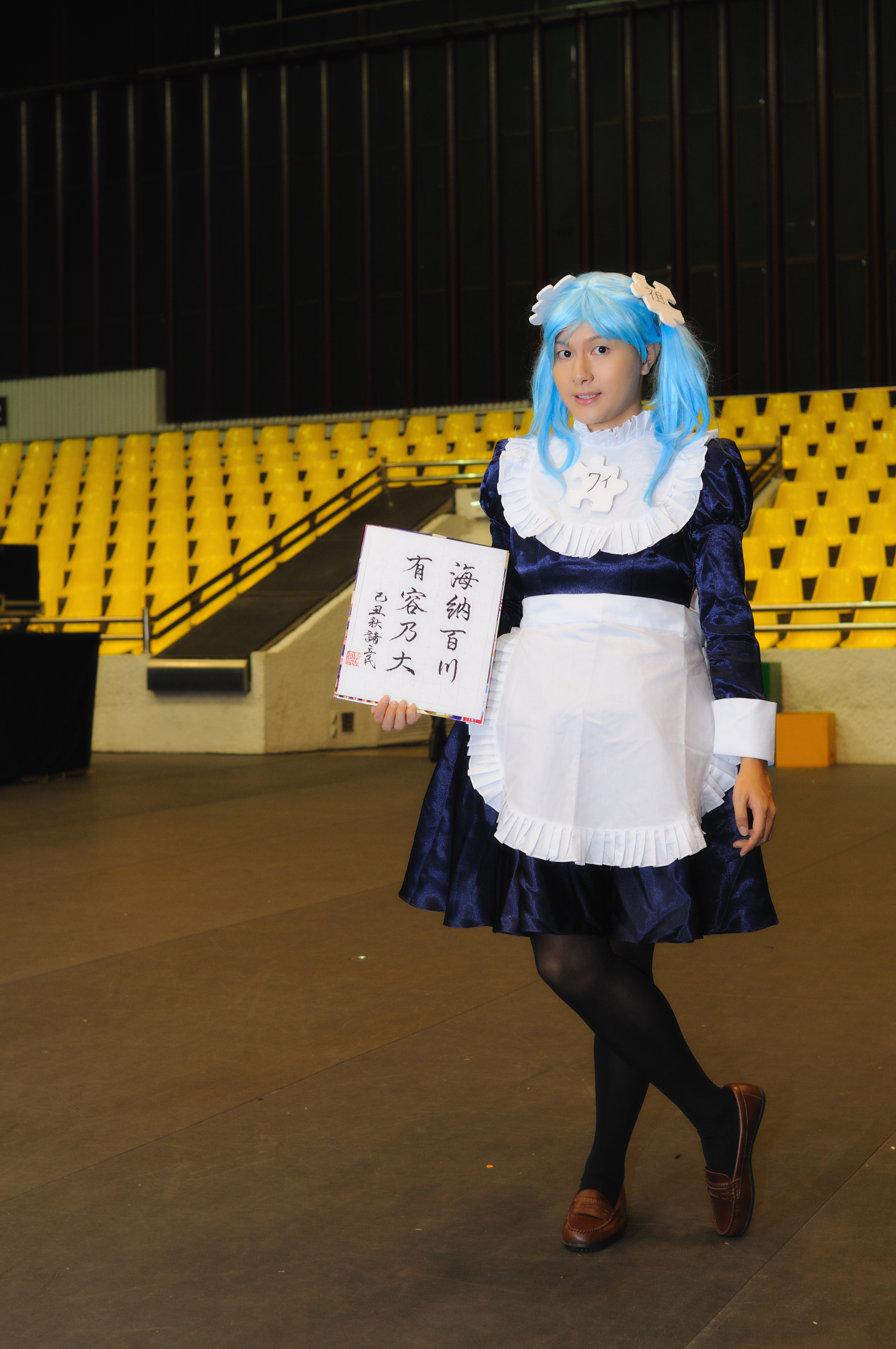
Meias-calças azuis são usadas no cosplay da Wikipe-tan, uma mascote antropomórfica moe da Wikipédia.

As meias-calças ou colãs (também grafado collants) são meias compridas (dos pés à cintura). Podem ser de vários materiais e cores. São tradicionalmente um acessório feminino, mas podem ser usadas por ambos os sexos, no caso de collants quentes, para o frio. São normalmente feitas de nylon ou lycra, ou de lã para o frio.
Para além do seu uso conforme gosto pessoal, podem ser também ser um elemento obrigatório, como o código de vestuário de algumas companhias, se usando roupa formal, ou se parte do uniforme de uma escola ou colégio.

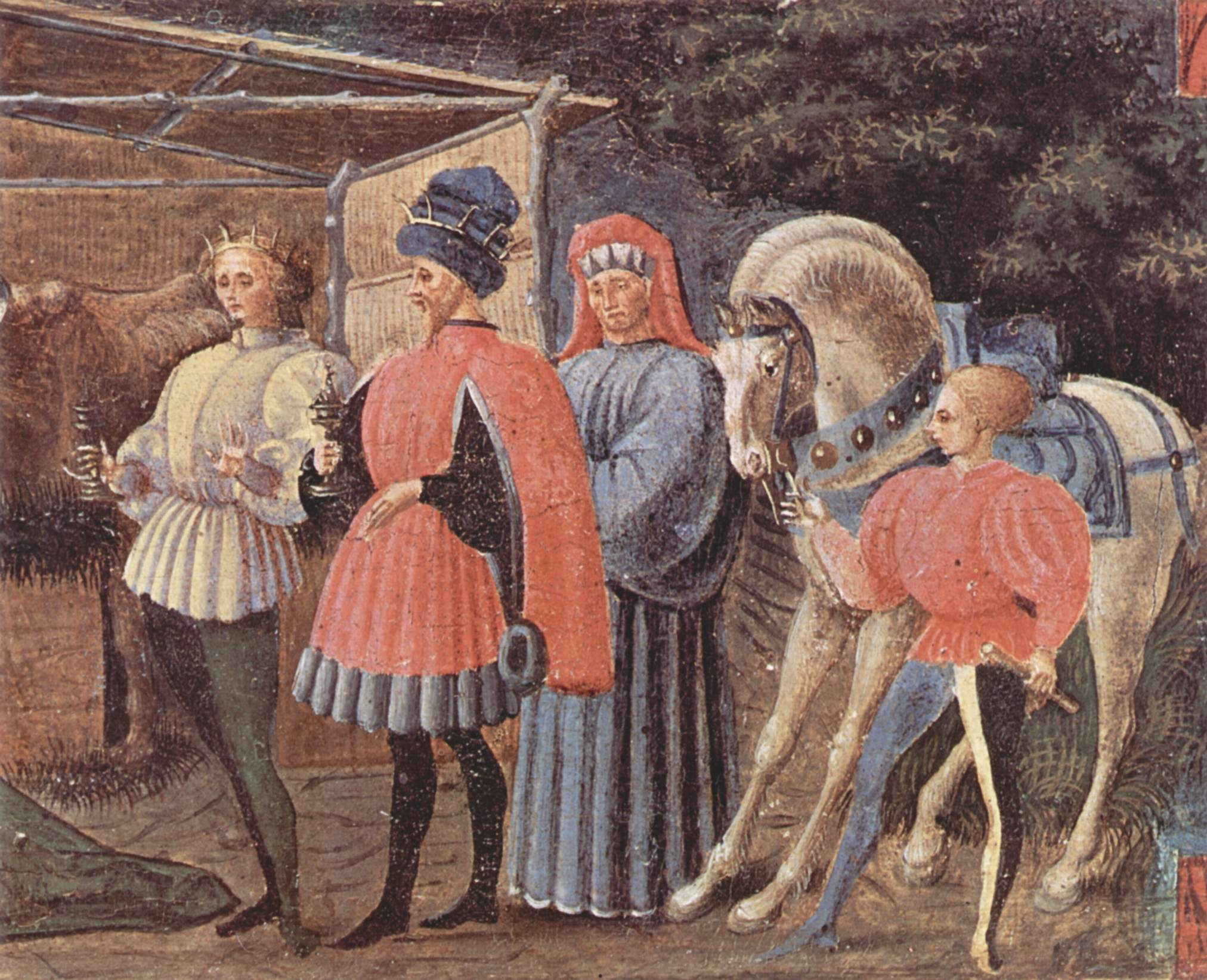
Têmpera sobre tela de Paolo Uccello. A pintura do século XV demonstra o uso muito difundido das meias-calças naquela época.

## História
Há registros de seu uso já na Mesopotâmia, datando de há aproximadamente 2200 anos. Nessa época, porém, seu uso era restrito aos soldados, que a utilizavam para afastar o frio no inverno. O material de que eram feitas também era muito diferente dos atuais. Confeccionadas em lã ou algodão, tinham uma costura na parte de trás, o que também facilitava a montaria dos soldados.
No século XIV a meia-calça passou a ser utilizada por nobres, que competiam entre si pela riqueza dos materiais utilizados nas peças, então ricamente bordadas. No reinado de Catarina da Rússia, os homens utilizavam as meias-calças como artefatos de sedução, pois as malhas coladas ao corpo valorizavam seus dotes físicos.
A tecelagem era uma arte no século XV. As meias-calças tiveram grande importância nos reinos que viriam a formar a Espanha, cuja moda ditava o tom na Europa entre 1550 e 1650. A moda masculina tinha necessidade de criar meias que não enrugassem nas pernas, pois os homens espanhóis mostravam essa parte do corpo com o uso de calças que cobriam somente as coxas. A fama dos grandes tecelões espanhóis logo ultrapassou as fronteiras. Os nobres tinham uma média de oito pares - sinal de muito luxo - e os reis eram presenteados com meias de seda espanholas.
Por volta de 1780, os materiais se tornaram mais finos, sendo então a meia-calça assumida como acessório tipicamente feminino, caindo em franco desuso entre os homens. A versão mais difundida entre as mulheres era em 7/8, presa por fitas ou rendas às coxas.
A primeira máquina de fazer meias foi inventada por um inglês chamado Willian Lee, que não enriqueceu nem tampouco ficou famoso por isso. A França também iniciou a tecelagem mecânica de meias e Paris tornou célebre as meias de seda com as dançarinas do Can-can, que usavam meias de rede preta, consideradas então um escândalo.

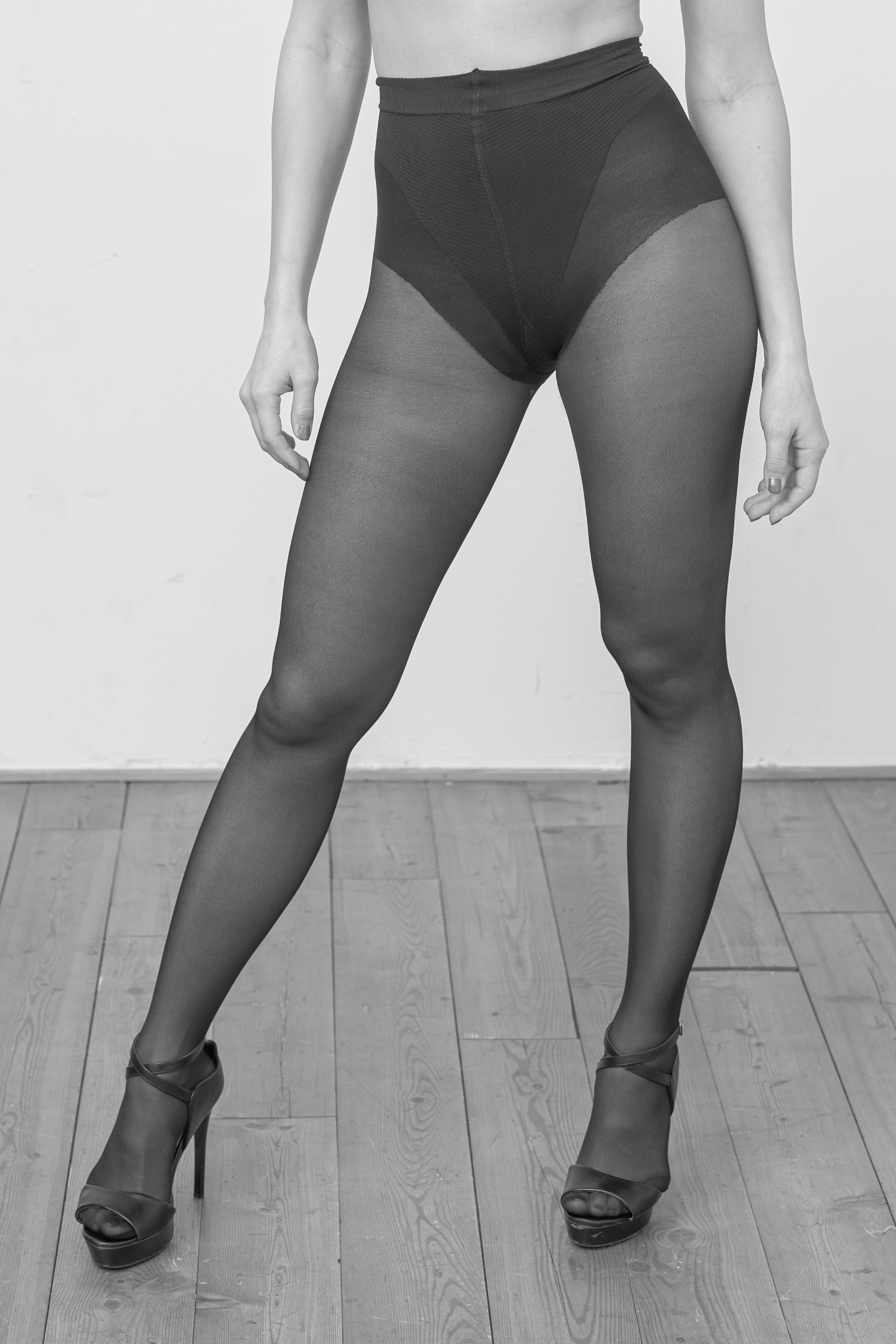
Uma mulher de meia-calça.

Até o início do século XX, as meias eram grossas e tinham cores escuras. A partir do momento em que passaram a ser confeccionadas em fios de nylon, houve uma verdadeira revolução no comportamento social. As mulheres se sentiam mais sensuais, e queriam que suas meias aparecessem até mesmo em saias compridas. Após as grandes guerras, com o aprimoramento das tecnologias empregadas na fabricação, o produto tornou-se mais acessível (já que até então era extremamente caro). Nos anos 70, com o surgimento da minissaia, foram introduzidas fibras sintéticas, com colorido vibrante e que modelavam e protegiam as pernas.

## Meias de Liga
São meias compridas, mas que vão dos pés até à coxa. Como as collants, são feitas de vários materiais e em várias cores. Ao ser menos práticas que as collants, o seu uso tende a ser devido a opção pessoal, ou como elemento sensual. Seguram-se na posição, através da própria pressão do material, através de tiras de silicone, ou com um cinto-de-ligas.

## Uso pelos homens na atualidade
Em meados da década de 2000 uma fabricante francesa lançou uma linha especial de produtos destinados para os homens. A empresa decidiu lançar a novidade depois de constatar que havia demanda no mercado pelo produto, posto que muitos dos homens já utilizavam meias-calças femininas. Depois disso, o uso do produto vem ganhando espaço entre o público masculino, a ponto de diversos sites na Internet dedicarem-se ao assunto.
O uso de meias-calças pelos homens não necessariamente indica comportamento homossexual ou fetichista. Em verdade, trata-se da adoção de um novo item de moda ao vestuário masculino.
O movimento norte-americano E-mancipate lançou um site para combater o preconceito contra os homens que usam meia-calça.